# Quick Charge

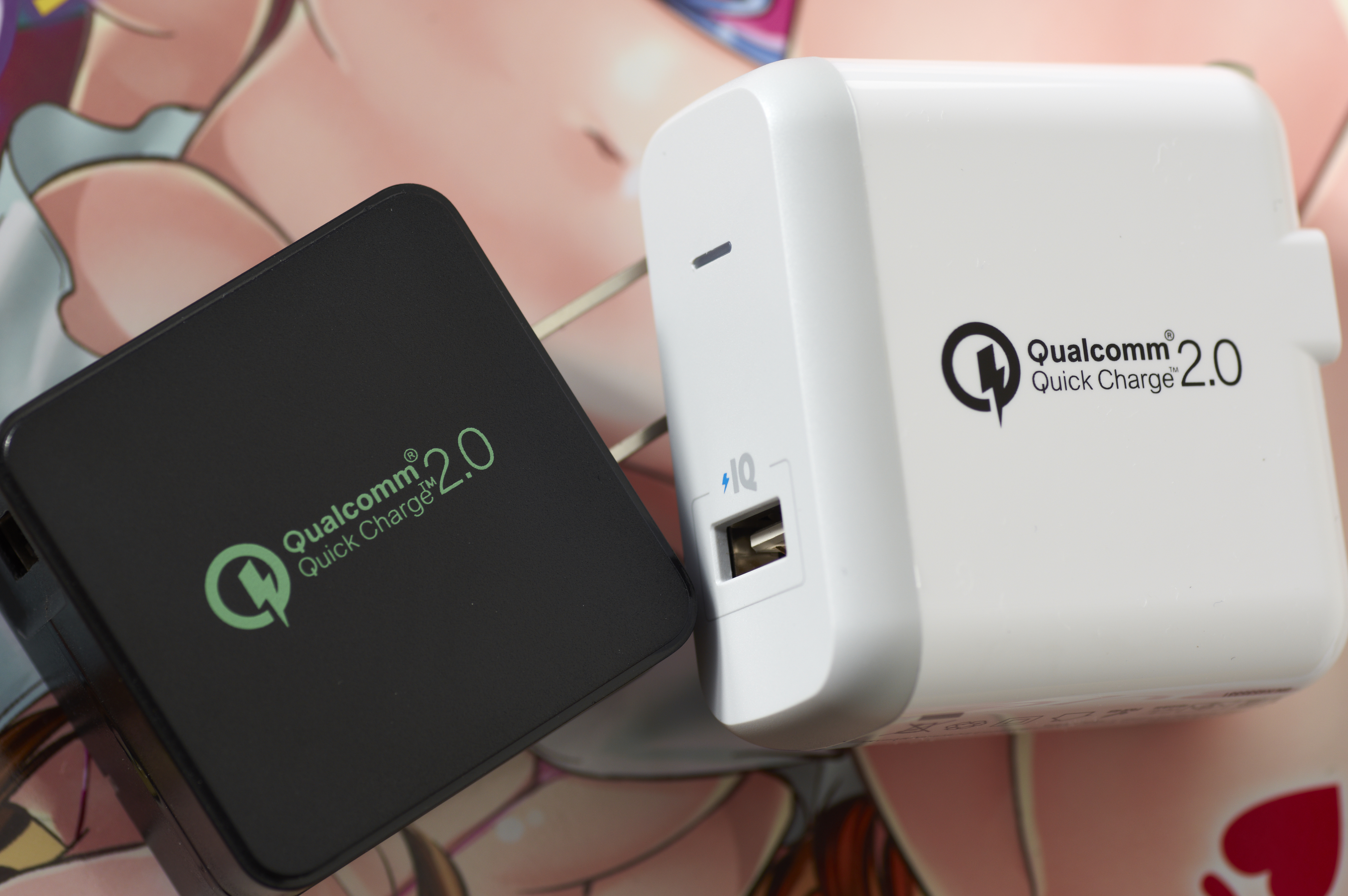
Зарядні пристрої стандарту Qualcomm Quick Charge 2.0

Quick ChargeTM (QC) — набір технологій компанії Qualcomm для енергопостачання мобільних гаджетів з акумуляторами. Включає в себе:
- технологію передачі підвищеної потужності через кабельну інфраструктуру з роз'ємами USB понад стандартних специфікацій USB. Для максимальної ефективності і зарядний пристрій і гаджет повинні підтримувати специфікацію Quick Charge.
- технологію дбайливого і швидкого заряду акумуляторів.
- комплект мікросхем для обслуговування акумулятора і електроживлення мобільного пристрою.

В офіційних специфікаціях USB є аналог Quick Charge — USB Power Delivery. Незважаючи на це, стандарт Quick Charge отримав досить широке поширення, завдяки підтримці його популярними мобільними процесорами Qualcomm Snapdragon і доступності мікроконтролерів, що забезпечують роботу зарядних пристроїв по цьому стандарту.
Було випущено п'ять сумісних між собою версії стандарту. Сумісних означає, що при з'єднанні гаджетів будь-яких версій стандарту QC вони зможуть домовитися по протоколу найстарішої з версій. Специфікації закриті, сама технологія є ліцензованою, тобто є платною для виробників обладнання.

## Quick Charge 1.0
2013 рік. Передбачала живлення лише 5 В, 2 А і мало відрізнялась від інших рішень того часу, сумісних зі специфікацією USB Battery Charging. Розповсюдження не отримала.

## Quick Charge 2.0

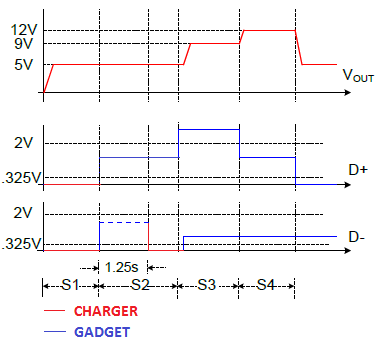
Сигналізація QC 2.0/3.0

2015 рік. Як і USB Power Delivery, специфікація передбачала можливість підвищення напруги живлення до 9, 12 або 20 В, після узгодження між зарядним пристроєм і гаджетом. Але, на відміну від USB Power Delivery, метод домовленості був набагато простішим і дозволяв використовувати існуючі кабелі і роз'єми USB 2.0/3.0. За станом ліній D+/D− гаджет визначав, що підключений до зарядного пристрою, після чого виставляв на лінії D+/D− певну напругу, в залежності від бажаної напруги живлення.
| D+    | D−    | Vbus                      |
| ----- | ----- | ------------------------- |
| 0,6 В | 0     | 5                         |
| 0     | 0,6 В | 5                         |
| 3,3 В | 0,6 В | 9                         |
| 0,6 В | 0,6 В | 12                        |
| 3,3 В | 3,3 В | 20                        |
| 0,6 В | 3,3 В | Регульоване згідно QC 3.0 |

В момент подачі живлення (стан S1 на рисунку) зарядний пристрій (ЗП) видає в навантаження 5 В і замикає лінії D+/D−. При цьому такий ЗП визначається як такий, що відповідає стандарту USB Battery Charging. Якщо підключений гаджет не відповідає стандарту QC, то зарядний пристрій продовжує працювати в цьому режимі, забезпечуючи сумісність з стандартами USB Battery Charging і Quick Charge 1.0. Щоб перейти в режим Quick Charge 2.0, гаджет подає напругу 0,6 В на D+ (стан S2). ЗП інтерпретує це як відповідність гаджету стандарту QC 2.0 і у відповідь роз'єднує D+ і D−, закорочуючи D− на земляну шину. Завдяки цьому і гаджет бачить, що ЗП відповідає стандарту QC 2.0, і подаває на D+ напругу 3,3 В (стан S3). Після цього ЗП відпускає D− і бачить набір напруг на D+/D−, якими гаджет виставляє необхідну йому напругу живлення. У стані S3 показана вихідна напруга 9 В, в стані S4 — вихідна напруга 12 В, далі — 5 В.

## Quick Charge 3.0
2016 рік. Специфікація доповнює стандарт QC 2.0 можливістю дискретного регулювання напруги живлення в діапазоні 3,6-20 В, за запитом гаджета, з кроком 0,2 B.

## Quick Charge 4.0
Стандарт Quick Charge 4.0 був представлений компанією Qualcomm в листопаді 2016 року. Заявлена сумісність з кабелями що мають роз'єм USB Type-C і протоколом USB Power Delivery. Для забезпечення такої сумісності пристрої стандарту QC 4.0 спочатку намагаються встановити з'єднання по протоколу Power Delivery і лише якщо інші підключені пристрої не підтримують його, перемикаються в режим QC. Це означає, що зарядні пристрої QC4 підтримують і QC, і PD протоколи заряду.
За заявою компанії, нова технологія дозволить всього за 5 хвилин зарядити пристрій з акумулятором ємністю 2750 mAh для 5 годин використання, а за 15 хвилин зарядити повністю розряджену батарею до 50 % ємності.

## Quick Charge 4.0+
Стандарт Quick Charge 4.0+ представлений влітку 2017 року. Quick Charge 4.0+ є покращеною версією стандарту Quick Charge 4.0. При розробці цього стандарту компанія Qualcomm зосередилася на трьох основних параметрах: ефективності, швидкості і тепловиділенні. Спеціальна технологія Dual Charge розділяє струм заряду, дозволяючи тим самим знизити виділення тепла на 3 °C і прискорити час зарядки на 15 %. Зниження тепловиділення повинно також позитивно позначитися на довговічності акумулятора.
Також Qualcomm реалізувала додаткові функції для підвищення безпеки під час зарядки. Наприклад, Quick Charge 4.0+ може одночасно контролювати рівні температури корпуса та гнізда, що повинно запобігти перегріву, короткому замиканню або навіть пошкодженню роз'єму USB Type-C. За словами представника компанії, ефективність зарядки зросла на цілих 30 %, в порівнянні зі стандартом Quick Charge 4.0.

## Quick Charge 5
Стандарт Quick Charge 5 представлений в липні 2020 року. Він дозволяє створювати зарядні пристрої потужністю понад 100 Вт. У порівнянні з Quick Charge 4.0, п'ята версія стандарту є в чотири рази швидшою, на 70 % ефективнішою і на 10 °C менше нагріває акумулятор. Згідно внутрішніх тестів Qualcomm, батарею ємністю 4500 mAh (що складається з двох паралельно з'єднаних елементів живлення по 2250 mAh) можна зарядити за допомогою QC 5 від 0 % до 50 % всього за 5 хвилин. Повне заряджання такої батареї займе 15 хвилин.
Також технологія передбачає використання акумуляторів, що складаються з трьох паралельно з'єднаних елементів. Зарядні пристрої з технологією QC 5 підтримують вихідну напругу від 3,3 до 20 В та струм 3,3 або 5 А і навіть більше (для більш потужних пристроїв).
Quick Charge 5 розроблений на базі USB Power Delivery PPS, але пропонує зворотну сумісність з QC4 і більш ранніми версіями, тому користувачам не доведеться купувати додаткові аксесуари. Він може працювати зі стандартними пристроями USB PD і смартфонами Apple (iPhone 7 і новішими). Qualcomm стверджує, що її нова технологія є безпечнішою, ніж звичайна зарядка. Вона має 8 рівнів захисту по напрузі, 3 рівня захисту по струму, 3 рівня захисту від перегріву і захист від перенапруги на вході понад 25 В

## Class A і Class B
Qualcomm поділяє зарядні пристрої Quick Charge на два класи: Class A і Class B. Зарядні пристрої Class A можуть видавати не більше 12 В напруги. Зарядні пристрої Class B можуть видавати вихідну напругу величиною більше 12 В (до 20 В).

## Quick Charge і кабелі USB Type-C
У відповідності зі специфікацією USB, деякі кабелі з роз'ємами USB Type-C можуть містити мікросхему, що визначає параметри кабелю. Оскільки ця мікросхема живиться від ліній живлення кабелю, то підвищення напруги на них може виявитися фатальною як для кабелю, так і для підключеного обладнання. У зв'язку з цим, застосування стандартів Quick Charge 2.0 і Quick Charge 3.0 на кабелях з роз'ємами Type C виявилося ризикованим. У 2015 році USB-IF опублікував методику тестування кабельної інфраструктури з роз'ємами Type C, де прямо заборонив керування напругою на лінії живлення нестандартними методами. Корпорація Google випустила рекомендацію не підтримувати QC 2.0 і QC 3.0 в Android-пристроях. Для вирішення цієї проблеми Qualcomm обіцяла представити у 2017 році нову ревізію специфікації — Quick Charge 4.

## Порівняльна таблиця
| Стандарт         | Напруга | Макс. струм                                     | Макс. потужність                                      | Нові особливості | Дата виходу | Сумісні процесори                                                                              |
| ---------------- | --- | ----------------------------------------------- | ----------------------------------------------------- | --- | ----------- | ---------------------------------------------------------------------------------------------- |
| Quick Charge 1.0 | до 6,3 В | 2 А                                             | 10 Вт                                                 | - AICL (Automatic Input Current Limit) - APSD (Automatic Power Source Detection)                                     | 2013        | Snapdragon 215, 600                                                                            |
| Quick Charge 2.0 | Class A: 5 В, 9 В, 12 В Class B: 5 В, 9 В, 12 В, 20 В | 1,67 А, 2 А, або 3 А                            | 18 Вт (9 В х 2 А)                                     | - HVDCP (High Voltage Dedicated Charging Port) - Dual Charge (optional)                                              | 2014        | Snapdragon 200, 208, 210, 212, 400, 410, 412, 415, 425, 610, 615, 616, 800, 801, 805, 808, 810 |
| Quick Charge 3.0 | від 3,6 В до 22 В, з кроком 200 мВ | 2.6 А або 4.6 А                                 | 36 Вт (12 В х 3 А)                                    | - HVDCP+ - Dual Charge+ (optional) - INOV 1.0 & 2.0 - Battery Saver Technologies                                     | 2016        | Snapdragon 427, 430, 435, 450, 617, 620, 625, 626, 632, 650, 652, 653, 665, 820, 821           |
| Quick Charge 4   | від 3,6 В до 20 В, з кроком 20 мВ, в режимі QC 5 В, 9 В в режимі USB PD від 3 В до 21 В, з кроком 20 мВ, в режимі USB PD 3.0 PPS (Programmable Power Supply) | 2,6 А або 4,6 А в режимі QC 3 А в режимі USB PD | 100 Вт (20 В х 5 А) в режимі QC 27 Вт в режимі USB PD | - HVDCP++ - Dual Charge++ (optional) - INOV 3.0 - Battery Saver Technologies 2 - USB PD compatible                   | 2017        | Snapdragon 630, 636, 660, 710, 835                                                             |
| Quick Charge 4+  | від 3,6 В до 20 В, з кроком 20 мВ, в режимі QC 5 В, 9 В в режимі USB PD від 3 В до 21 В, з кроком 20 мВ, в режимі USB PD 3.0 PPS (Programmable Power Supply) | 2,6 А або 4,6 А в режимі QC 3 А в режимі USB PD | 100 Вт (20 В х 5 А) в режимі QC 27 Вт в режимі USB PD | - Dual Charge++ (mandatory) - Intelligent Thermal Balancing - Advanced Safety Features                               | 2017        | Snapdragon 670, 675, 720G, 712, 730, 730G, 845, 855, 865                                       |
| Quick Charge 5   | |                                                 | більше 100 Вт                                         | - більше 100 Вт потужності заряду - 100 % за 15 хв - Кращий температурний менеджмент (не більше 40 °C) - Dual Charge | 2020        | Snapdragon 865, 865+                                                                           |

## Аналогічні рішення
Компанія Motorola випустила свій стандарт зарядних пристроїв, під торговою маркою TurboPowertm. Він заснований на QC 2.0 і сумісний з ним. В основному використовується в продукції компанії Lenovo.
Технологія Samsung Adaptive Fast Charging також є спрощеним різновидом QC 2.0 і сумісна з ним. Відмінності в тому, що зарядні пристрої Samsung AFC підтримують лише напругу 9 В і тому не завжди здатні замінити зарядні пристрої стандарту QC.